# Cryptohymenium
Cryptohymenium is een monotypisch geslacht van schimmels uit de orde Helotiales. De familie bevat is nog niet met zekerheid bepaald (Incertae sedis). Het bevat alleen Cryptohymenium pycnidiophorum.